# Mount Royal Range
Mount Royal Range är en bergskedja i Australien. Den ligger i delstaten New South Wales, i den sydöstra delen av landet, omkring 240 kilometer norr om delstatshuvudstaden Sydney.
I omgivningarna runt Mount Royal Range växer huvudsakligen savannskog. Runt Mount Royal Range är det mycket glesbefolkat, med 2 invånare per kvadratkilometer. Genomsnittlig årsnederbörd är 1 277 millimeter. Den regnigaste månaden är februari, med i genomsnitt 228 mm nederbörd, och den torraste är oktober, med 30 mm nederbörd.